# Peter Svartengren
Peter Svartengren, född 15 oktober 1770 i Sållom, Holmedals socken, Värmland, död där 14 maj 1841, var en svensk lantbrukare och riksdagsman. Han var far till Jakob Svartengren och farfar till Torsten Svartengren.
Svartengren var först skrivare, därefter bruksinspektor och timmermärkare och slog sig slutligen ned som lantbrukare på Sållom, som han inlöst av medarvingarna, men ägnade sin lediga tid åt studier i bland annat moderna språk och historia. Han var vän av upplysningstidens idéer, men av gamla vanor i vardagslag, till exempel i fråga om klädedräkten, och vann genom sin affekterade enkelhet böndernas förtroende. Han valdes till fullmäktig i bondeståndet vid 1809 års riksdag, men blev efter en månad utvoterad av ståndet på grund av meningsskiljaktigheter med ståndets sekreterare, vars självgodhet ej föll Svartengren i smaken. År 1814 hade han täta konferenser med norrmän om deras fria författning. Alltjämt var han sin orts förtroendeman. Till häst och i allmogedräkt framställde han i början av 1820-talet vid riksgränsen på franska till Karl XIV Johan åtskilliga ortens önskemål, som lära skyndsamt ha uppfyllts.